# Cochoa beccarii
La cochoa de Sumatra (Cochoa beccarii) es una especie de ave paseriforme de la familia Turdidae endémica de la isla de Sumatra.
Su hábitat natural son las montañas tropicales de Indonesia. Se encuentra amenazada debido a la pérdida de hábitat.